# Phlegethontia
Phlegethontia és un gènere extint de tetràpode lepospòndil de l'ordre Aistopoda que va viure des de finals del període Carbonífer fins a començaments del període Permià, en el que avui és la República Txeca i els Estats Units. El gènere va ser anomenat per Edward Drinker Cope en 1875, sent assignat al grup Phlegethontiidae per Carroll (1988). Els estudis d'Anderson (2002) i Germain (2008) indiquen que, igual que la majoria de les serps, presentaven un estil de vida terrestre.

## Taxonomia
- Phlegethontia linearis Cope, 1871 (tipus)
- Phlegethontia longissima Fritsch, 1875